# Walter Flamme
Walter Flamme (Dortmund, 13 december 1926 – Frankfurt am Main, 13 mei 2012) was vooral een Duits toneelacteur. Hij trad regelmatig op in Theater am Turm in Frankfurt. Daarnaast speelde hij van tijd tot tijd in films of series op de televisie.
Hij was getrouwd met Gerda tot aan haar dood in 2002. 

## Filmografie
- 1968: Doppelkopf
- 1969: I Kaspar
- 1972: Der Datterich
- 1977: Alt Frankfurt
- 1979: Schweig, Bub
- 1980: Georg Friedrich Händels Auferstehung
- 1980: Der Urlaub
- 1982: Ein Fall von Zuneigung
- 1983: Datenpanne - Das kann uns nicht passieren
- 1984: Der Weltmeister
- 1984: Bei Mudder Liesl
- 1990: Der neue Mann
- 1992: Blank Meier Jensen
- 2007: Dinner for One auf Hessisch

## Televisieseries
- 1976: Der Winter, der ein Sommer war
- 1976: PS - Geschichten ums Auto
- 1977: Notarztwagen 7
- 1978: Ausgerissen! Was nun?
- 1983: Geschichten aus der Heimat - Die geteilte Walküre
- 1984: Bei Mudder Liesl
- 1984: Tatort - Rubecks Traum
- 1986, 1987, 1994: Hessische Geschichten
- 1991: Ein Fall für zwei - Schneewalzer